# Miguel Díaz-Canel
Miguel Díaz-Canel Bermúdez (n. 20 aprilie 1960, Santa Clara, Cuba) este un politician și inginer cubanez. Începând din 2021 este al 8-lea prim-secretar al Partidului Comunist din Cuba, iar din 2019 este al 17-lea președinte al Cubei. În calitate de prim-secretar, el este cea mai puternică persoană din guvernul cubanez. Díaz-Canel i-a succedat fraților Fidel și Raúl Castro, devenind primul lider cubanez din afara familiei Castro de la 1958 și primul șef de stat non-Castro din 1976. Este membru al Biroului Politic din 2003. A fost ministru al Învățământului Superior între 2009 și 2012, când a fost promovat vicepreședinte al Consiliului de Miniștri. Un an mai târziu, în 2013, a fost ales prim-vicepreședinte al Consiliului de Stat. În 2018, i-a succedat lui Raúl Castro ca președinte al Consiliului. După adoptarea unei noi constituții, a preluat funcția nou (re)creată de președinte al Cubei. La 19 aprilie 2021, a fost numit prim-secretar al Partidului Comunist din Cuba, după retragerea lui Raúl Castro, completând astfel tranziția către o conducere nedinastică în Cuba.

## Biografie
Díaz-Canel s-a născut la 20 aprilie 1960 în Santa Clara, în provincia Villa Clara, fiind fiul Aídei Bermúdez, profesoară, și al lui Miguel Díaz-Canel, muncitor într-o uzină mecanică din Santa Clara, Cuba. Este de origine spaniolă-asturiană pe linie paternă; străbunicul său, Ramón Díaz-Canel, a plecat din Castropol, Asturias, Spania, spre Havana la sfârșitul secolului al XIX-lea.
A absolvit Universitatea Centrală din Las Villas în 1982 ca inginer electronist și s-a alăturat Forțelor Armate Revoluționare Cubaneze. Începând din aprilie 1985, a predat inginerie la alma mater. În 1987, a participat la o misiune internațională în Nicaragua, în calitate de prim-secretar al Ligii Tineretului Comunist din Villa Clara.

## Carieră politică
În 1993, Díaz-Canel a început să lucreze în cadrul Partidului Comunist din Cuba, iar un an mai târziu a fost ales prim-secretar al Comitetului Provincial de Partid din provincia Villa Clara, cea mai înaltă funcție în administrația provincială. Și-a câștigat o reputație de competență în această funcție, perioadă în care se spune că a susținut drepturile persoanelor LGBT, într-un moment în care mulți din provincie priveau cu dezaprobare homosexualitatea. În 2003, a fost ales în aceeași funcție în provincia Holguín. Tot în acel an, a fost cooptat ca membru al Biroului Politic al Partidului Comunist din Cuba.
Díaz-Canel a fost numit ministru al Învățământului Superior în mai 2009, funcție pe care a deținut-o până la 22 martie 2012, când a devenit vicepreședinte al Consiliului Miniștrilor (echivalentul unui viceprim-ministru). În 2013, a devenit, de asemenea, prim-vicepreședinte al Consiliului de Stat. În această calitate, Díaz-Canel a acționat ca principal adjunct al președintelui Raúl Castro.

## Președinția
În 2018, Castro, în vârstă de 86 de ani, s-a retras din funcțiile de președinte al Consiliului de Stat și al Consiliului Miniștrilor, deși a rămas prim-secretar al Partidului Comunist din Cuba și comandant suprem al Forțelor Armate Revoluționare Cubaneze. La 18 aprilie 2018, Díaz-Canel a fost anunțat drept singurul candidat pentru a-i succeda lui Castro ca președinte. A fost ales oficial de Adunarea Națională pe 19 aprilie și a depus jurământul în aceeași zi. Este primul președinte născut după Revoluția Cubaneză din 1959 și primul, din 1976, care nu face parte din familia Castro.

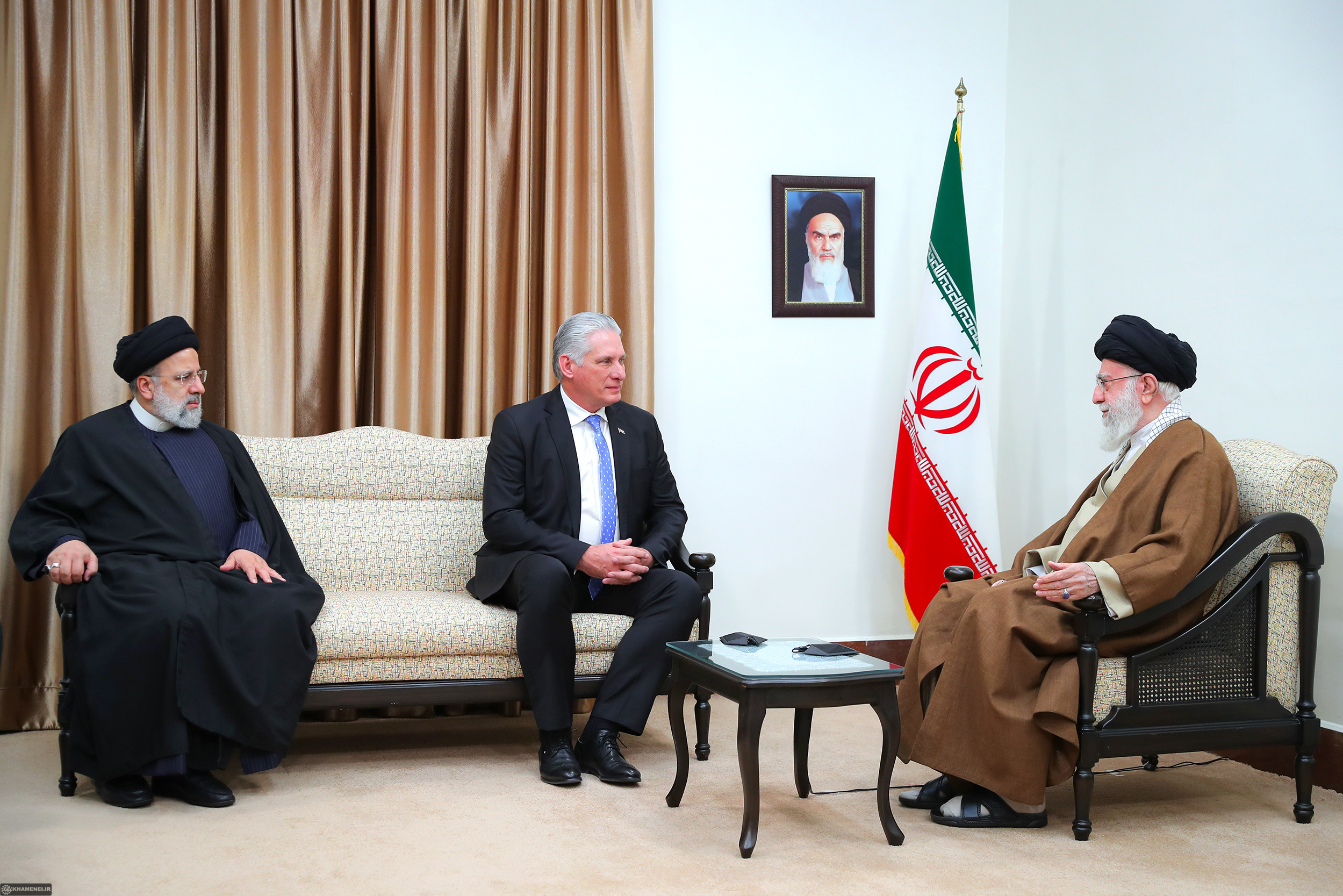
Díaz-Canel împreună cu liderul suprem al Iranului, Ali Khamenei, și președintele iranian, Ebrahim Raisi

A primit o vizită din partea președintelui venezuelean Nicolás Maduro la doar două zile după învestirea sa. S-a întâlnit din nou cu Maduro în mai 2018 la Caracas, cu ocazia primei sale vizite oficiale externe în calitate de șef de stat. În cadrul primei sale călătorii politice multilaterale de la preluarea președinției, Díaz-Canel a vizitat, în noiembrie 2018, mai mulți aliați eurasiatici ai Cubei. Au fost organizate întâlniri diplomatice în Rusia, Coreea de Nord, China, Vietnam și Laos. Escale scurte în Regatul Unit și Franța au inclus și întâlniri cu parlamentari britanici și lideri francezi. În martie 2019, Díaz-Canel și soția sa i-au primit la Havana pe Charles, Prinț de Wales, și pe Camilla, Ducesă de Cornwall, fiind prima vizită a unor membri ai familiei regale britanice în Cuba.
În octombrie 2019, Díaz-Canel a devenit președintele Republicii Cuba, o funcție reînființată în februarie același an, după ce o serie de reforme constituționale au fost aprobate printr-un referendum constituțional. Această funcție a înlocuit-o pe cea pe care o deținea din aprilie anul precedent, respectiv președinte al Consiliului de Stat, funcția care fusese anterior cea mai înaltă în stat. Funcția de președinte al Consiliului de Stat a devenit una de importanță redusă și este exercitată în prezent de Esteban Lazo Hernández⁠(d), în calitatea sa de președinte al Adunării Naționale a Puterii Populare. Reformele lui Díaz-Canel au inclus, printre altele, limitarea mandatului prezidențial la două mandate consecutive de câte cinci ani și interzicerea discriminării pe bază de gen, identitate de gen sau orientare sexuală. Guvernul său a reformat, de asemenea, Codul Familiei în 2022, în urma unui referendum aprobat, care a legalizat, printre altele, căsătoria între persoane de același sex, adopția de către cuplurile de același sex și maternitatea altruistă pentru altul. Aceste politici au fost descrise ca fiind cele „mai progresiste” din America Latină.

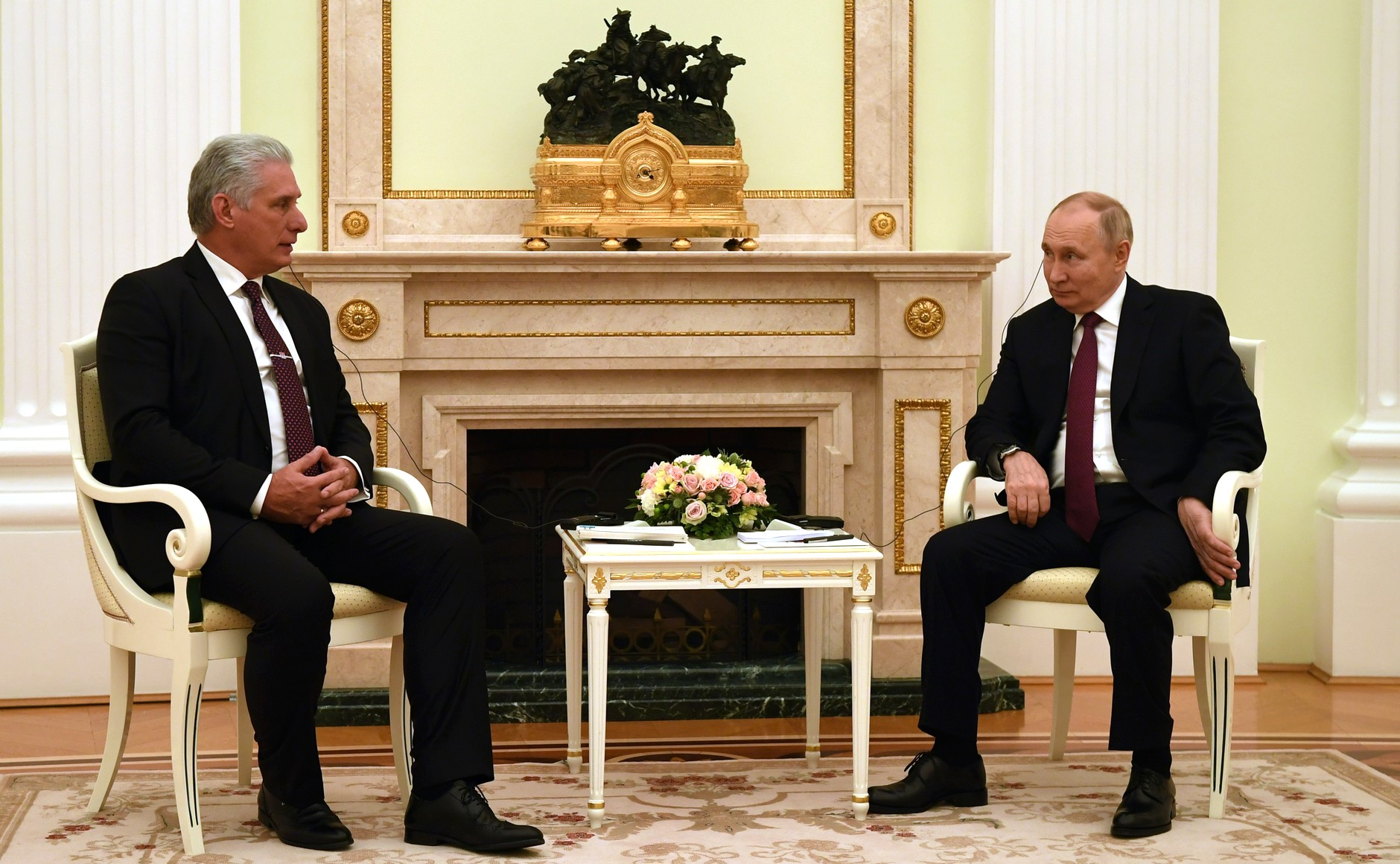
Díaz-Canel alături de președintele Rusiei, Vladimir Putin, în Kremlin, 22 noiembrie 2022

Administrația sa a suprimat disidența, în special în contextul protestelor din Cuba din 2021, declanșate de agravarea crizei COVID-19. A sugerat combaterea crizei alimentare cu pizza, guarapo și limonadă, și a schimbat sistemul valutar al țării. În timpul protestelor, a declarat: „Ordinul de luptă a fost dat – în stradă, revoluționari!”

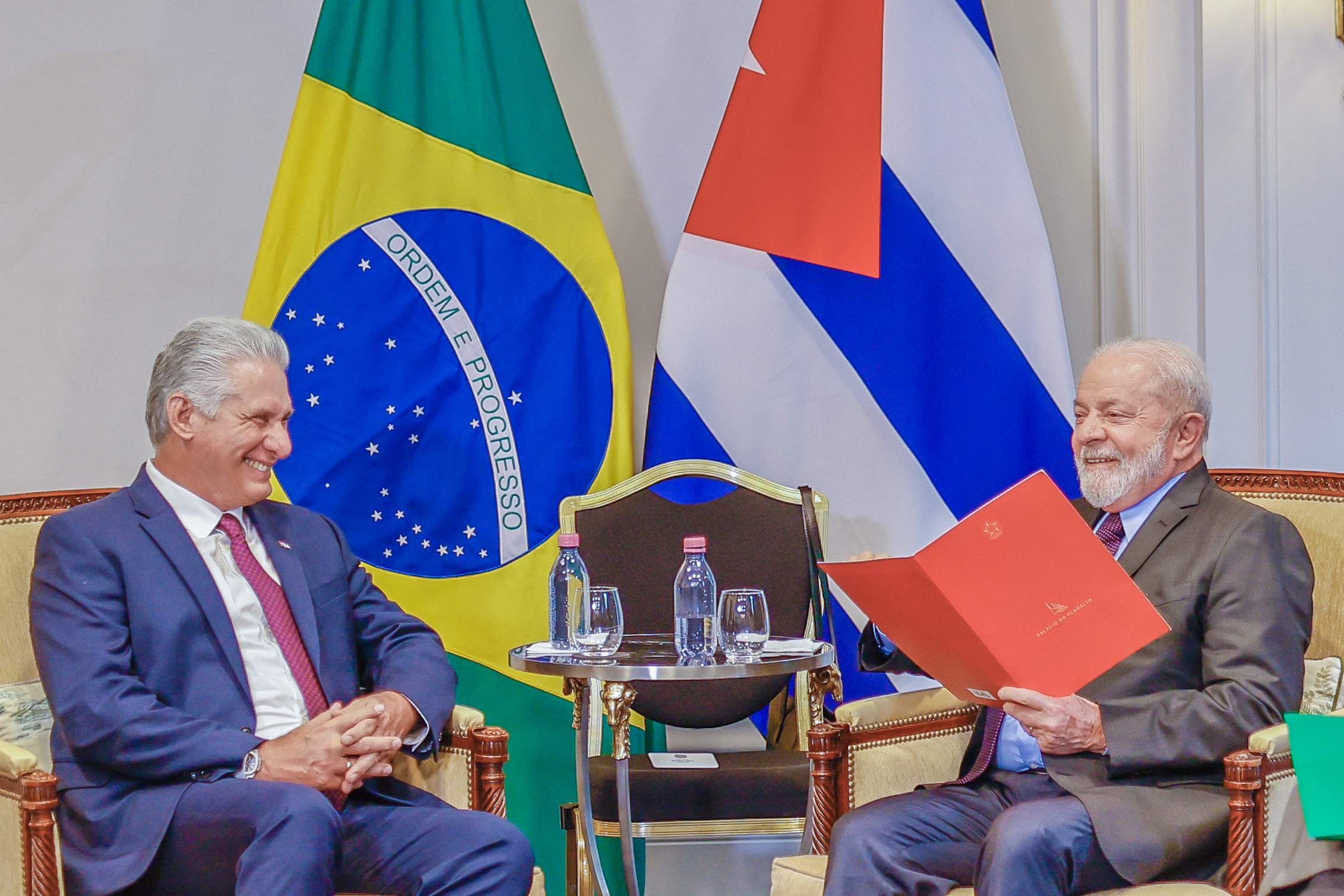
Díaz-Canel alături de președintele Braziliei, Luiz Inácio Lula da Silva, la Paris, Franța, 22 iunie 2023

## Lider al Cubei
La 19 aprilie 2021, Díaz-Canel a devenit oficial Prim-secretar al Partidului Comunist, în urma demisiei lui Raúl Castro. Aceasta l-a transformat în liderul de facto și de jure al Cubei. BBC News a declarat că Díaz-Canel este loial ideologiilor fraților Castro.
În timpul invaziei rusești în Ucraina din 2022, guvernul cubanez a dat vina pe Statele Unite pentru criza din Ucraina și a susținut dreptul Rusiei la autoapărare împotriva extinderii NATO, însă nu a sprijinit invazia, afirmând că conflictul ar trebui să fie soluționat pe cale diplomatică. Díaz-Canel l-a vizitat pe Vladimir Putin la Moscova în noiembrie 2022, iar cei doi lideri au criticat sancțiunile occidentale împotriva Cubei și Rusiei. De asemenea, au inaugurat un monument dedicat lui Fidel Castro într-unul dintre cartierele Moscovei.
La 19 aprilie 2023, Díaz-Canel a fost reales de Adunarea Națională pentru un al doilea mandat de cinci ani în funcția de președinte, alături de Salvador Valdés Mesa⁠(d) în funcția de vicepreședinte. În ciuda condițiilor economice dificile cu care se confruntă țara, realegerea sa era larg anticipată și a primit un sprijin larg din partea membrilor Adunării, 97,66% susținând propunerea pentru Díaz-Canel și 93,4% pe cea pentru Valdés. Președintele a fost lăudat de către membrii Adunării pentru conducerea sa în circumstanțe dificile și pentru faptul că a acordat prioritate muncii colective, inovației și științei.
În decembrie 2023, Díaz-Canel a condamnat genocidul palestinienilor din Fâșia Gaza și a calificat Israelul drept un stat terorist. A participat la o manifestație pro-palestiniană la Havana. La 15 octombrie 2024, a condus o nouă manifestație pro-palestiniană în capitala Cubei.

## Viață personală
Díaz-Canel are doi copii din prima sa căsătorie cu Marta Villanueva, căsătorie care s-a încheiat prin divorț. În prezent, locuiește împreună cu a doua sa soție, Lis Cuesta Peraza.
La 23 martie 2021, Díaz-Canel a obținut titlul de doctor în științe tehnice, susținând o teză intitulată „Sistem de management guvernamental bazat pe știință și inovație pentru dezvoltarea durabilă a Cubei”.

## Distincții
- Angola: Ordinul „Dr. António Agostinho Neto” (2019)[37]
- Venezuela: Colanul Ordinului Eliberatorului (2018)[38]
- Vietnam: Ordinul „Ho Chi Minh” (2018)[39]
- Mexic: Colanul Ordinului Vulturului Aztec (2023)[40]
- Portugalia: Colanul Mare al Ordinului Prințului Henric (2023)[41]
- Namibia: Clasa I a Ordinului celei mai vechi Welwitschia mirabilis (2023)[42]